# Alegrete (Rio Grande do Sul)
Alegrete is een gemeente in de Braziliaanse deelstaat Rio Grande do Sul. De gemeente telt 78.984 inwoners (schatting 2009).

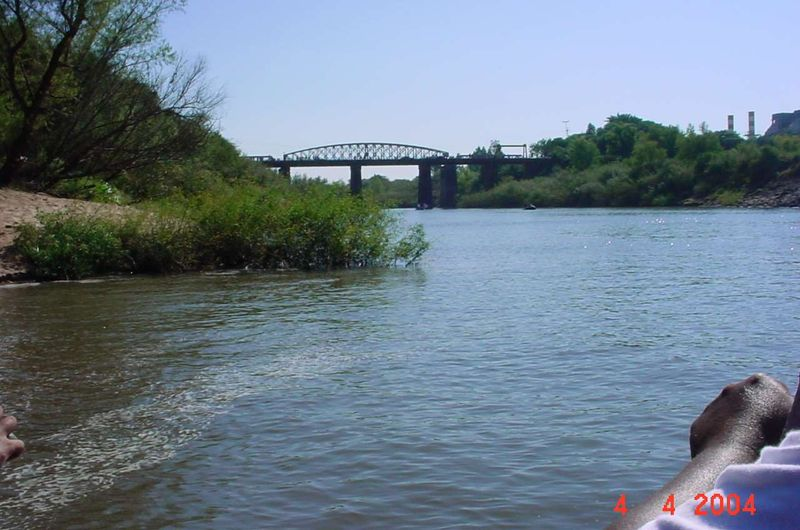
De rivier de Ibirapuitã in Alegrete

## Aangrenzende gemeenten
De gemeente grenst aan Cacequi, Itaqui, Manuel Viana, Quaraí, Rosário do Sul, São Francisco de Assis, São Vicente do Sul en Uruguaiana.

## Geboren in Alegrete
- Moderato Wisintainer (1902-1986), voetballer
- Sidnei Rechel da Silva Junior, "Sidnei" (1989), voetballer